# Homodes irretita
Homodes irretita är en fjärilsart som beskrevs av Swinhoe 1905. Homodes irretita ingår i släktet Homodes och familjen nattflyn. Inga underarter finns listade i Catalogue of Life.